# فلوکسین
فلوکسین (به انگلیسی: Phloxine) یک ترکیب شیمیایی با شناسه پاب‌کم ۶۴۳۳۷۱۸ است. شکل ظاهری این ترکیب، پودر قرمز تا قهوه‌ای است.